# Panzerregiment 202
Het Panzerregiment 202 was een Duits tankregiment van de Wehrmacht tijdens de Tweede Wereldoorlog.

## Krijgsgeschiedenis
Panzerregiment 202 werd opgericht op 10 februari 1941 in Wehrkreis VI en werd in Frankrijk gevestigd.
Het regiment kreeg eerst de beschikking over buitgemaakte Franse tanks. Het regiment werd op 1 maart 1941 toegewezen aan de nieuwe Panzerbrigade 100. Op 15 september 1942 werd het regiment vervolgens toegewezen aan de 26e Pantserdivisie en bleef dat gedurende zijn verdere bestaan.
De I. Abteilung werd op 18 september 1941 in Servië/Bosnië onder bevel geplaatst van de 342e Infanteriedivisie en vanaf 7 februari 1942 onder de 714e Infanteriedivisie.
Het regiment werd op 2 januari 1943 omgedoopt in Panzerregiment 26. De II. Abteilung werd I./Pz.Reg. 26 en III. Abteilung werd II./Pz.Reg. 26. De zelfstandige I./Pz.Reg. 202 werd op de Balkan omgedoopt in Pz.Abt. 202.
Het regiment werd tot medio 1943 uitgerust met Duitse tanks.

## Samenstelling bij oprichting
- I. Abteilung met 3 compagnieën (1-3)
- II. Abteilung met 3 compagnieën (4-6)
- 7. schwere compagnie

## Wijzigingen in samenstelling
Op 4 juni 1941 werd de 7.(schw.) Kp. afgegeven aan Pz.Abt. (F) 102.

Op 10 juli 1942 werd een III. Abteilung gevormd.

Op 4 september 1942 werd Pz.Abt. 190 omgedoopt tot II./Pz.Reg. 202 en de bestaande II./Pz.Reg. 202 omgedoopt tot Pz.Abt. 190.

## Opmerkingen over schrijfwijze
- Abteilung is in dit geval in het Nederlands een tankbataljon.
- II./Pz.Rgt. 202 = het 2e Tankbataljon van Panzerregiment 202

## Commandanten
| Rang   | Naam              | Begin            | Eind           |
| ------ | ----------------- | ---------------- | -------------- |
| Oberst | Arnold Burmeister | 20 november 1942 | 2 januari 1943 |

Panzerregiment 1 · Panzerregiment 2 · Panzerregiment 3 · Panzerregiment 4 · Panzerregiment 5 · Panzerregiment 6 · Panzerregiment 7 · Panzerregiment 8 · Panzerregiment 9 · Panzerregiment 10 · Panzerregiment 11 · Panzerregiment 15 · Panzerregiment 16 · Panzerregiment 17 · Panzerregiment 18 · Panzerregiment 21 · Panzerregiment 22 · Panzerregiment 23 · Panzerregiment 24 · Panzerregiment 25 · Panzerregiment 26 · Panzerregiment 27 · Panzerregiment 28 · Panzerregiment 29 · Panzerregiment 31 · Panzerregiment 33  · Panzerregiment 35 · Panzerregiment 36 · Panzerregiment 39 · Panzerregiment 69 · Panzerregiment 80 · Panzerregiment 100 · Panzerregiment 101 · Panzerregiment 102 · Panzerregiment 116 · Panzerregiment 118 · Panzer-Lehr-Regiment 130 · Panzerregiment 201 · Panzerregiment 202 · Panzerregiment 203 · Panzerregiment 204 · Schweres Panzer-Regiment Bäke · Panzerregiment Brandenburg · Panzerregiment Coburg · Panzerregiment Feldherrnhalle · Panzerregiment Feldherrnhalle 2 · Panzerregiment Hermann Göring · Panzerregiment Großdeutschland · Panzerregiment Kurmark · Panzerregiment von Lauchert · Panzerregiment Major Rettemeier · Fallschirm-Panzerregiment 1 · Fallschirm-Panzerregiment 21 · SS-Panzerregiment 1 LSSAH · SS-Panzerregiment 2 · SS-Panzerregiment 3 · SS-Panzerregiment 5 · SS-Panzerregiment 9 · SS-Panzerregiment 10 · SS-Panzerregiment 11 · SS-Panzerregiment 12